# Scotopteryx hellwegeri
Scotopteryx hellwegeri là một loài bướm đêm trong họ Geometridae.